# エンゲルベルト・マリア・フォン・アーレンベルク

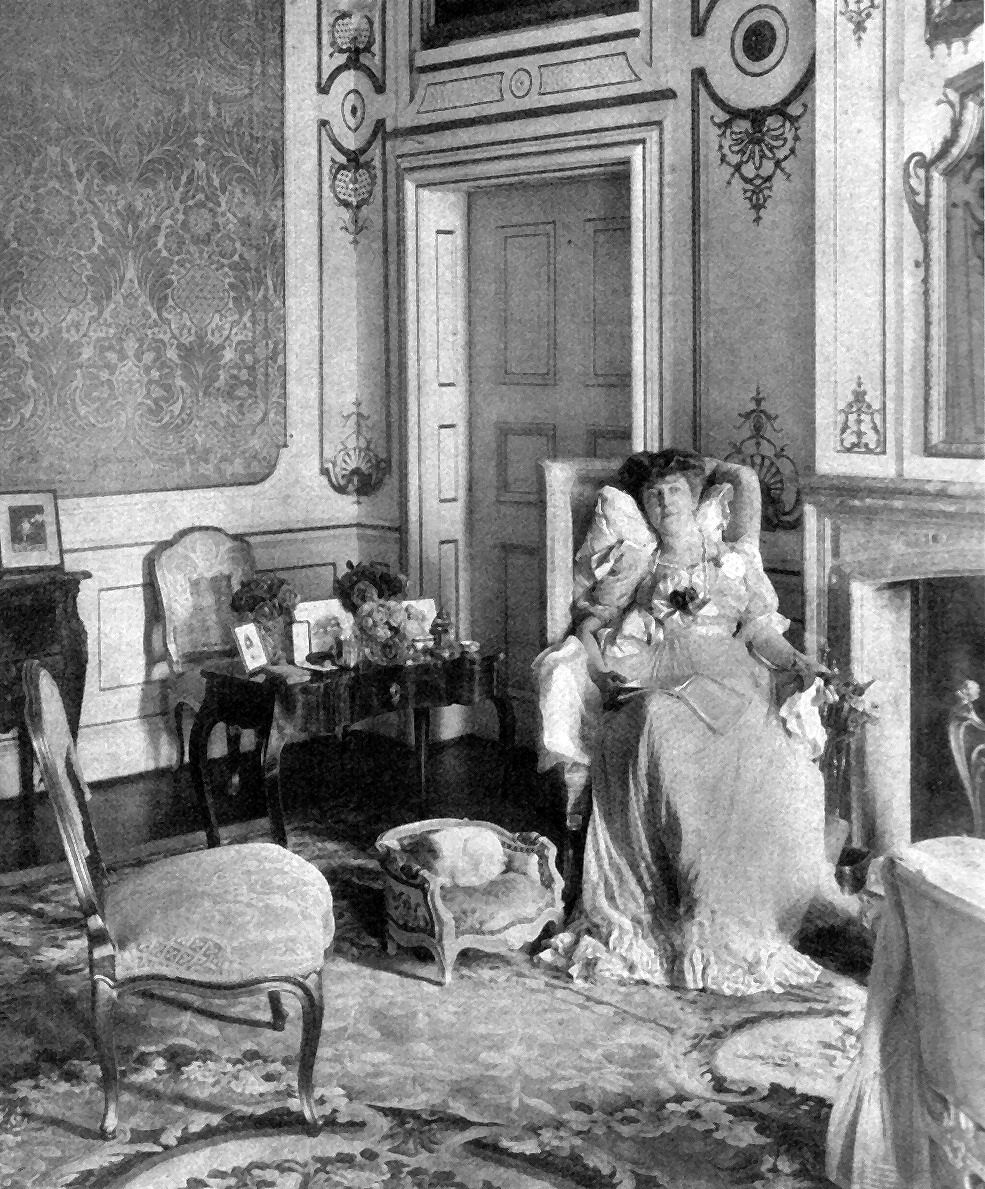
妻のエドウィッジ

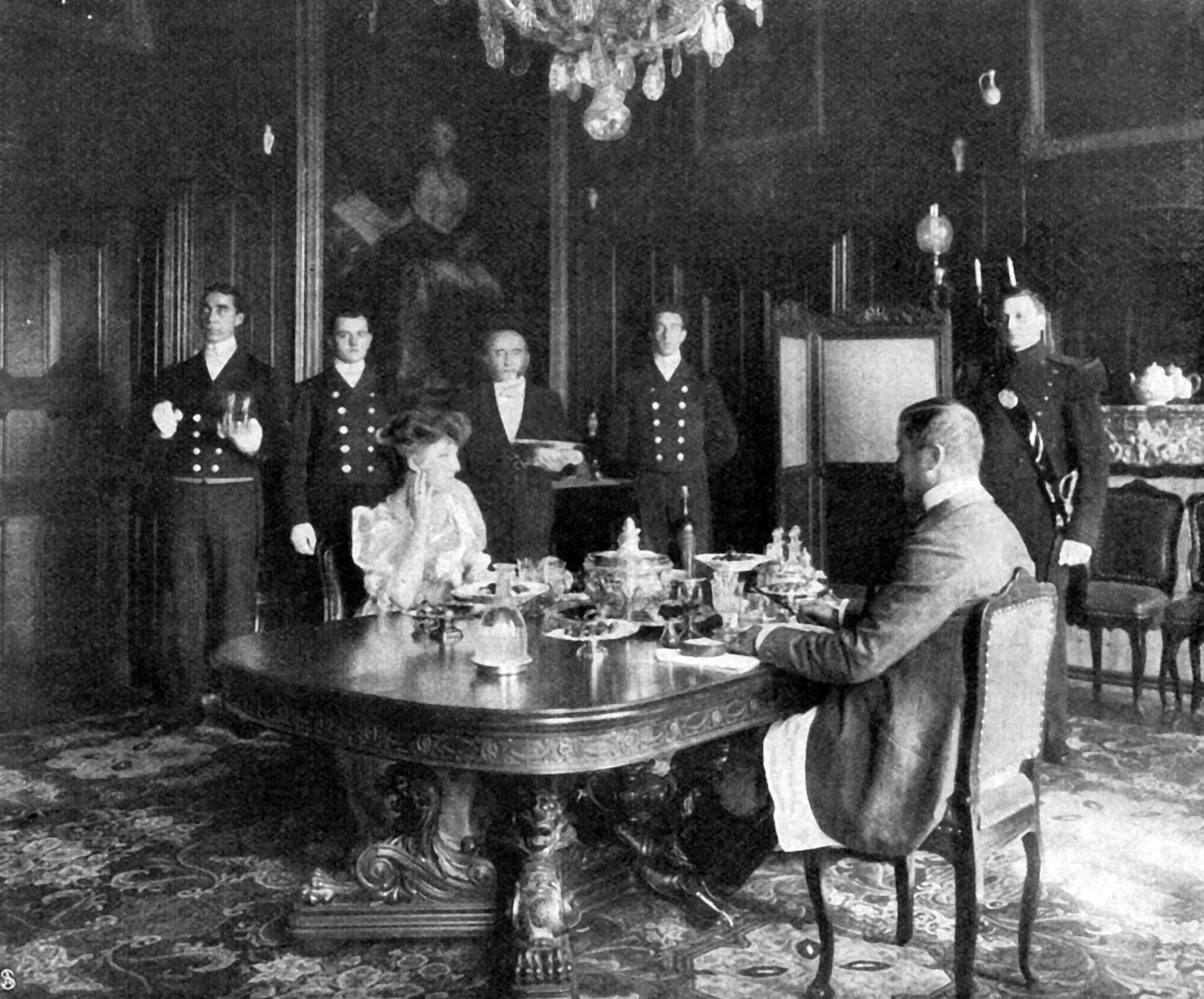
朝餉の間で朝食を摂る公爵夫妻、以上3枚の写真は1906年にノルトキルヒェン城を撮影したゲオルク・ローテ（Georg Rothe）による

エンゲルベルト・マリア・フォン・アーレンベルク（Engelbert-Maria von Arenberg, 1872年8月10日 - 1949年1月15日）は、ドイツ＝ベルギー系の大貴族、シュタンデスヘル。第9代アーレンベルク公爵。第15代アールスコート公爵、第4代メッペン公爵、第4代レックリングハウゼン侯。

## 生涯
アーレンベルク公エンゲルベルト・アウグストとその妻のアーレンベルク公女エレオノールの間の第3子、長男としてザルツブルク郊外ビュルグルシュタインのアーレンベルク城（アランベール城）で誕生。正式な洗礼名はフランス語でアンジェルベール・プロスペル・エルンスト・マリー・ジョゼフ・ジュール・バルタザール・ブノワ・アントワーヌ・エレオノール・ロラン（Engelbert Prosper Ernst Marie Joseph Jules Balthasar Benoit Antoine Eleonore Laurent）。一族の所有するブリュッセル市街のエグモント宮殿、ルーヴェン郊外ヘヴェルレーのアーレンベルク城（アランベール城）、エノー州アンギャンのアンギャン城を行き来しながら育った。
プロイセン王国軍陸軍士官に任官し、1889年から1893年までミュンスター駐屯の第4胸甲騎兵連隊に所属、1893年から1896年までベルリン駐屯の近衛胸甲騎兵連隊に所属。第一次世界大戦中は陸軍第7視察部所属の陸軍少将を務めた。
エンゲルベルト・マリアは3歳で父を亡くすと同時に公爵家の莫大な資産・所領を相続しており、所領の中心はエムスラント（現在のノルトライン＝ヴェストファーレン州）の広域にわたる森林地であった。1903年にはミュンスターラントのノルトキルヒェン城を購入した。1909年から1912年まで、リューディンクハウゼン＝ヴァーレンドルフ＝ベックム選挙区選出、中央党所属であるドイツ帝国議会議員を務めた。1903年から1918年までプロイセン貴族院の世襲議員席を占め、1917年から1919年年までヴェストファーレン州議会議員も務めた。あるジャーナリストは1913年、エンゲルベルト・マリアについて「ヴェストファーレン州では最も裕福な大地主であり、その富の大きさは突出している」と書いている。エンゲルベルト・マリアは6300万マルクと見積もられた資産を贅沢に消費した。第1次世界大戦後はドイツを出国してミラノで生活した。1949年に病に倒れ、療養先のローザンヌで亡くなった。
エンゲルベルト・マリアは先祖伝来の所領や工場、鉱山などを経営・管理し、1928年から1932年の4年間にアーレンベルク＝メッペン社、アーレンベルク＝ノルトキルヒェン社、アーレンベルク＝レックリングハウゼン社、アーレンベルク＝シュライデン社、アーレンベルク＝デュッセルドルフ社の5つの有限会社を設立した。これらの企業体の社員は最初、エンゲルベルト・マリアの3人の子供だけで構成されていた。彼はまた、同時期に数多くの社会福祉施設を創設した。1919年にメッペンの、1927年にレックリングハウゼンの名誉市民となった。

## 子女
1897年10月14日にブリュッセルで、リーニュ公女エドウィッジ（1877年 - 1938年）と結婚した。公爵夫妻は3人の子をもうけたが、子供たちにはいずれも実子がなかった。
- エンゲルベルト・カール（アンジェルベール・シャルル）・マリー・アンリ・アントワーヌ・フランソワ・プロスペル・エルネスト・ガスパール（1899年 - 1974年） - 第10代アーレンベルク公爵、1939年ヴァレリー・ツー・シュレースヴィヒ＝ホルシュタイン[2]と結婚（1953年死別）、1955年マティルド・カレと再婚
- エーリク・シャルル・オーギュスト・エドウィッジ・アンジェルベール・アントワーヌ・バルタザール（1901年 - 1992年） - 第11代アーレンベルク公爵、1949年マリー＝テレーズ・ド・ラ・ポエズ・ダランブル[3]と結婚
- リーディア・エドウィッジ・エレオノール・シャルロット・マリー・メルシオール・アントワネット・ジョゼフィーヌ（1905年 - 1977年） - 1928年ピストイア公フィリベルトと結婚

1992年の次男エーリクの死後、エンゲルベルト・マリアの姉ソフィー（1871年 - 1961年）とその夫で従兄のジャン＝バティスト（1850年 - 1914年）の孫ジャン＝エンゲルベルト（1921年 - 2011年）が家督を継いで第12代アーレンベルク公爵となった。翌1993年、ジャン＝エンゲルベルトのアーレンベルク公爵位は、ベルギー貴族の爵位として認められた。